# Bekithemba Ndlovu
Bekithemba Ndlovu (Bulawayo, 9 de agosto de 1976) é um ex-futebolista profissional zimbabuano que atuava como defensor.

## Carreira
Bekithemba Ndlovu representou o elenco da Seleção Zimbabuense de Futebol no Campeonato Africano das Nações de 2004 e 2006.